# Callicarpa integerrima
Callicarpa integerrima là một loài thực vật có hoa trong họ Hoa môi. Loài này được Champ. ex Benth. mô tả khoa học đầu tiên năm 1853.